# Hugo Jelínek
Hugo Jelínek, uváděn též jako Hugo Jelinek (31. března 1834 Loket – 10. dubna 1901 Praha), byl český cukrovarnický odborník, vynálezce, průmyslník a politik, v roce 1867 krátce poslanec Českého zemského sněmu.

## Biografie
Narodil se v západočeském Lokti. Jeho otec byl stavitelem. Hugo Jelínek chodil do školy v Plzni a v letech 1851–1855 vystudoval pražskou polytechniku. Nastoupil nejprve na neplacenou praxi do cukrovaru v Křimicích jako chemik. Roku 1861 přešel do továrny Bedřicha Freye ve Vysočanech, kde společně s Bedřichem Freyem mladším vypracovali roku 1863 technologii čištění řepné šťávy (saturace), přičemž jejich vynález se později rozšířil do celého světa. Byl autorem i mnoha dalších patentů.

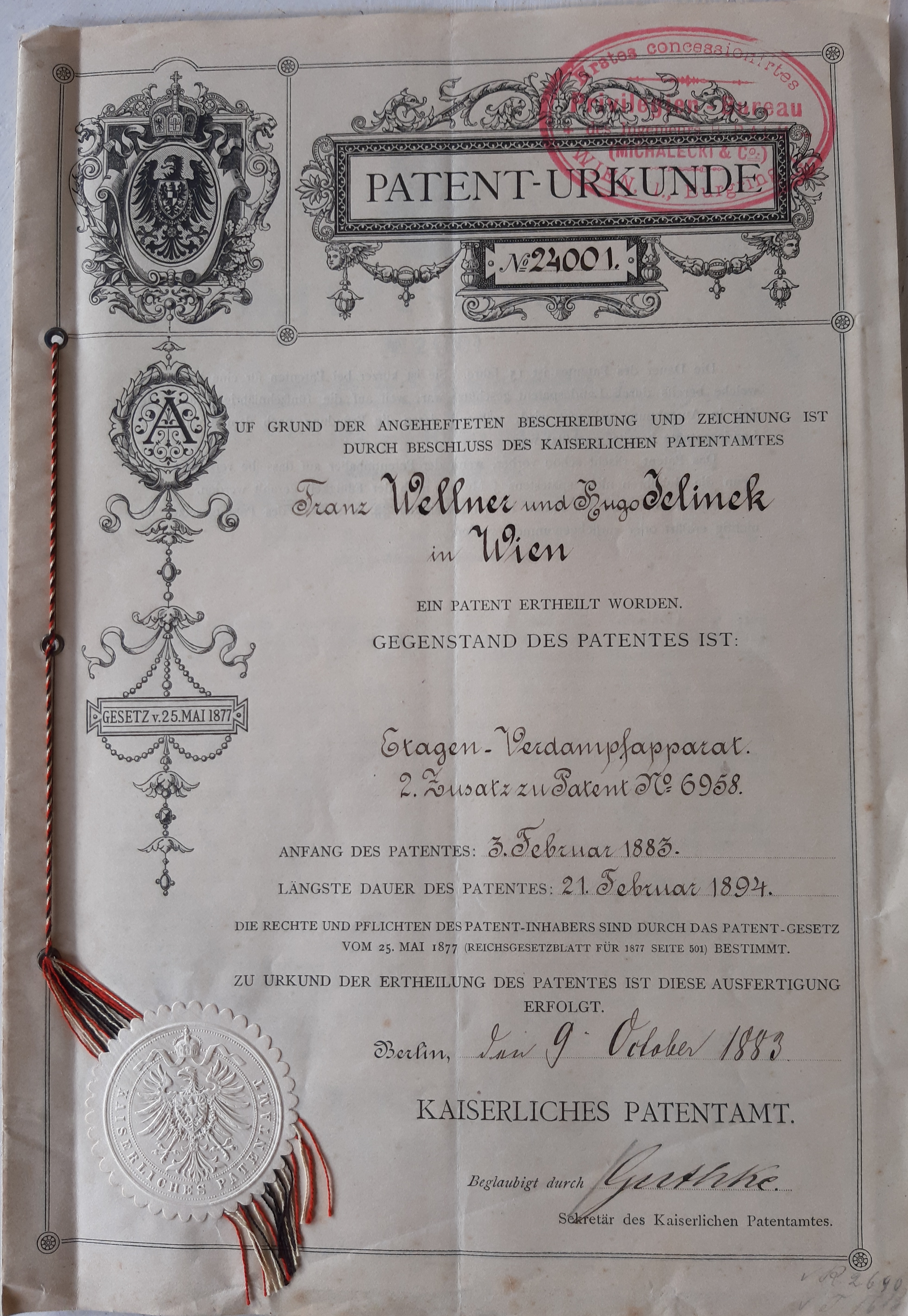
Patent Františka Wellnera a Hugo Jelínka z roku 1883

Od roku 1865 bydlel v Plzni. Později zde našel práci ve strojírně Emila Škody. V té době se v Plzni plánovala výstavba cukrovarnického průmyslu evropského významu. Jelínek řešil provoz Rolnického akciového cukrovaru, ale podnik založený velkoryse v gründerském období zkrachoval roku 1874 pro nízkou cukernatost dovážené řepy. Po tomto neúspěchů přesídlil Jelínek do Ruska, kde spolu s českým inženýrem Mikoleckým řídil od roku 1876 technicko-obchodní zastoupení firmy Škoda. Ze své ruské centrály řídil stavbu dvaceti cukrovarů. Roku 1880 se vrátil do Čech a nastoupil do Prahy na pozici vedoucího pražského zastoupení Škodových závodů. Později byl ředitelem cukrovarnického oddělení. Angažoval se v rozvoji českého průmyslu, byl správním radou a spoluzakladatelem České průmyslové banky. Byl také předsedou Podpůrného spolku technických a administrativních úředníků cukrovarnických v Rakousku-Uhersku.
V 60. letech 19. století se krátce zapojil i do zemské politiky. V zemských volbách v Čechách v lednu 1867 byl zvolen na Český zemský sněm v kurii obchodních a živnostenských komor v Plzni. Mandát obhajoval za týž obvod i v krátce poté konaných zemských volbách v březnu 1867, ale nebyl zvolen.
Zemřel na zkornatění cév v dubnu 1901 v Praze. (Některé zdroje uvádějí jako místo úmrtí Plzeň.) Pohřben byl na Olšanských hřbitovech.